# Comuna Hrabove, Șațk
Hrabove (în ucraineană Грабове) este o comună în raionul Șațk, regiunea Volînia, Ucraina, formată din satele Adamciukî, Holeadîn, Hrabove (reședința) și Smolearî-Sviteazki.

## Demografie
Componența lingvistică a satului Hrabove
     Ucraineană (98,78%)
     Rusă (1,01%)
     Alte limbi (0,2%)
Conform recensământului din 2001, majoritatea populației satului Hrabove era vorbitoare de ucraineană (98,78%), existând în minoritate și vorbitori de rusă (1,01%).